# Кванджа
Кванджа (Kondja, Konja) — мамбилоидный язык, на котором говорят западнее города Баньо между реками Майо-Дале и Банким, западнее города Мбоджданга и восточнее реки Мбам провинции Адамава в Камеруне. Также существуют диалекты нджанга (нджанг), ндунг (ндунгани), сундани (сун), твенди. Два диалекта кванджа понятны между собой для тех, кто живёт на территории кванджа, где они узнаются как диалекты и более сложен для тех, кто не знает этот диалект. Диалект сундани похож на язык мамбила, а диалект ндунг похож на язык вуте. Кванджа постоянно используется населением, живущим на территории кванджа, а более пожилое население говорит на диалекте нджанга. Молодёжь также изучает французский язык.